# Günther Schwarz (Politiker)
Günther Schwarz (* 11. November 1941 in Niederwürzbach; † 12. März 2022 in St. Ingbert) war ein saarländischer Jurist und Politiker (CDU).

## Leben und Beruf
Nach dem Studium der Rechtswissenschaften war Schwarz ab 1969 als Richter am Amtsgericht Ottweiler, danach am Landgericht Saarbrücken tätig. 1974 wechselte er ins saarländische Umweltministerium. Dem Landtag des Saarlandes gehörte er von 1975 bis 1990 an. Dort war er unter anderem Vorsitzender des Rechtsausschusses, parlamentarischer Geschäftsführer der CDU und ab 1985 Fraktionsvorsitzender. Nach seinem Ausscheiden aus dem Landtag wurde er zum Direktor des Amtsgerichts Neunkirchen ernannt. Von 2000 bis zu seiner Pensionierung im Jahr 2005 war er Präsident des Landgerichts Saarbrücken.
Von 1980 bis 1994 war Schwarz CDU-Kreisvorsitzender im Saarpfalz-Kreis.

## Ehrenamtliche Tätigkeiten
Seit 1997 gehörte Schwarz dem Vorstand der Union Stiftung Saar an. Er beriet die Stiftung in Rechtsfragen und beschäftigte sich mit Fragen der Seniorenpolitik. Im gleichen Jahr begann sein Engagement beim Bund gegen Alkohol und Drogen im Straßenverkehr. Er war Mitinitiator des Präventionsprojektes „Saarbob“, das auf verantwortungsbewussten Umgang mit Alkohol und anderen Drogen am Steuer zielte. Seit 1998 war er Mitglied beim Saarländischen Schwesternverband. Weiterhin half er in der Ökumenischen Sozialstation St. Ingbert. Seit 2008 war er Vorsitzender der saarländischen Senioren-Union.

## Ehrungen
- 1990: Saarländischer Verdienstorden[4][3]
- 24. Oktober 2015: Bundesverdienstkreuz am Bande[3]